# Árpádov most
Árpádov most madžarsko Árpád híd (madžarska izgovorjava: [ˈaːrpaːd ˈhiːd]) je most v Budimpešti na Madžarskem, ki povezuje severni Budim (Óbuda) in Pešto čez Donavo.
Do slovesne otvoritve mostu Megyeri leta 2008 je bil to najdaljši most na Madžarskem, ki je obsegal približno 2 km s pristopi, ki vodijo do mostu, in 928 m brez njih. Širok je 35,3 m s stezami za pešce in kolesarje ter tramvajem.
Na njegovem koncu Óbuda je Flórián tér, Szentlélek tér (blizu glavnega trga Óbuda, muzejev Vasarely in Kassák).
Otok Margaret je povezan z mostom Árpád z odcepom približno na sredini mostu in prečka tudi južno konico otoka Óbuda, čeprav med njima ni nobene ceste, pešcev ali kakršne koli druge povezave. (Glej festival Sziget)
Na koncu Pešte se je sosednja podzemna postaja linije 3 (sever-jug) do 31. januarja 2020 imenovala "Árpád híd".

## Gradnja in širitev

### Iz zgodovine
V preteklosti je bil na istem območju most, ki so ga postavili Rimljani, povezoval je utrdbo in staro rimsko naselbino Aquincum. V začetku 19. stoletja je obstajal načrt za gradnjo novega mostu z imenom Árpád, vendar je bil razpis objavljen šele leta 1929.

### Originalni most
Gradnja se je začela leta 1939 po načrtih Jánosa Kossalke. Načrtovano je bilo, da se imenuje Árpádov most po velikem princu Árpádu, drugem velikem knezu Madžarov.
Zaradi druge svetovne vojne je bil most dokončan šele po vojni leta 1950. Zaradi komunističnega režima, ki je takrat vladal Madžarski, so most odprli kot Stalinov most (madžarsko Sztálin híd). Končna gradbena dela sta vodila Károly Széchy in Pál Sávoly.
Čeprav so bili stebri zgrajeni v sedanjih dimenzijah, je prvotni most vseboval le 2-pasovno cesto, železniške tire (za tramvaje, do rekonstrukcije Severnega mostu pa so po tirih vozili tudi tovorni vlaki) s stezami za pešce. Ta most je bil širok 13 m, 11 metrov od tega je bila cesta in tiri, na vsaki strani pa je bila dodatna 1 m  široka pot za pešce. Danes so tramvaji tam, kjer je bil prvotni most.
Leta 1958 je bil most preimenovan nazaj v Árpádov most.

### Razširitev
Med letoma 1980 in 1984 so z obsežnimi obnovitvenimi in razširitvenimi deli dodali še dva pasova za avtomobile, razširili poti za pešce, posodobili tramvajsko progo in zgradili nadvoze za križišča tako na vzhodnem (Pešta) kot na zahodnem (Budim/Óbuda) ) koncu mostu.
To je bilo načrtovano in izvedeno v povezavi s širitvijo sosednje Róbert Károly körút (nadaljnji odseki, imenovani tudi Hungária körút in Könyves Kálmán körút) na 2×3 pasove in dvojne tramvajske tire. Projekt so poimenovali Hungária körgyűrű ('Obvozna cesta Hungária'), čeprav je bila zadnja tretjina pasu (Könyves Kálmán körút) dokončana šele okoli tisočletja, leta po dokončanju mostu Lágymányosi na drugem koncu načrtovane obvoznice.